# Маламоко - Екс Имперо (Венеција)
Маламоко - Екс Имперо је насеље у Италији у округу Венеција, региону Венето.
Према процени из 2011. у насељу је живело 42 становника. Насеље се налази на надморској висини од 0 м.